# Epigenom
Epigenom ist ein Begriff aus dem Wissenschaftsgebiet Epigenetik und dient dazu, die Gesamtheit von epigenetischen Zuständen zu beschreiben.
Ein Epigenom besteht aus einem Satz der chemischen Veränderungen der DNA und der Histonproteine eines Organismus. Diese Veränderungen können an die Nachkommen eines Organismus über transgenerationelle epigenetische Vererbung weitergegeben werden. Änderungen des Epigenoms können zu Veränderungen der Struktur des Chromatins und Veränderungen der Funktion des Genoms führen.
Das Epigenom ist an der Regulation der Genexpression, der Entwicklung, der Gewebedifferenzierung und der Suppression von transponierbaren Elementen beteiligt. Im Gegensatz zum zugrunde liegenden Genom, das in einem Individuum weitgehend statisch ist, kann das Epigenom durch Umgebungsbedingungen dynamisch verändert werden.

## Epigenom-Forschungsprojekte
Als Auftakt zu einem potentiellen Epigenomprojekt des Menschen zielt das Human Epigenome Pilot Project darauf ab, variable Methylierungs-Positionen (MVPs – Methylation Variable Positions) im menschlichen Genom zu identifizieren und zu katalogisieren. Fortschritte in der Sequenzierungstechnik erlauben nun die Untersuchung genomweiter epigenomischer Zustände durch multiple molekulare Methoden.
Es wurden Instrumente im Mikro- und Nanobereich konstruiert oder vorgeschlagen, um das Epigenom zu untersuchen.
Eine internationale Bemühung, Epigenome zu untersuchen, wurde 2010 in Form des Internationalen Human Epigenome Consortium (IHEC) begonnen.
Die IHEC-Mitglieder haben das Ziel, mindestens 1.000 Referenz-Epigenome aus verschiedenen normalen und krankheitsassoziierten humanen Zelltypen zu generieren.

### Epigenom Editing

#### Funktionelles Epigenom Editing
Die gezielte Regulierung von krankheitsrelevanten Genen kann neuartige Therapien für viele Krankheiten ermöglichen, insbesondere in Fällen, in denen adäquate Gentherapien noch nicht entwickelt wurden oder ein ungeeigneter Ansatz sind. Auch wenn die transgenerationalen und populationsspezifischen Konsequenzen noch nicht vollständig geklärt sind, könnte sie ein wichtiges Werkzeug für die angewandte funktionelle Genomik und personalisierte Medizin werden. Ähnlich dem RNA-Editing, kann sie oft weniger riskant sein, da sie hierbei keine genetischen Veränderungen vorgenommen werden. Ein Beispiel für eine mögliche funktionelle Anwendung des Epigenom-Editings wurde 2021 beschrieben: die Unterdrückung der Nav1.7-Genexpression mittels CRISPR-dCas9, die in drei Mausmodellen für chronische Schmerzen therapeutisches Potenzial zeigte.

#### Methoden
Im Jahr 2021 stellten DARPA-finanzierte Wissenschaftler ein Werkzeugsansatz für reversibles, vererbbares Epigenom-Editing vor, CRISPRoff.

## Roadmap Epigenomics Project
Ein Ziel der NIH-Roadmap Epigenomics Project ist es, menschliche Referenz-Epigenome von normalen, gesunden Personen über eine große Vielfalt von Zelllinien, primären Zellen und primären Geweben zu erzeugen. Die Daten, die durch das Projekt erzeugt werden und durch den Human Epigenome Atlas verfügbar sind, werden in fünf Typen eingeteilt, die verschiedene Aspekte des Epigenoms seiner Zustände (wie z. B. Genexpression) beleuchten:
1. Histon-Modifikationen – Die Chromatin-Immunopräzipitations-Sequenzierung (ChIP-Seq) identifiziert genomweite Muster von Histon-Modifikationen durch Antikörper gegen die Modifikationen.[19]
2. DNA-Methylierung – Bisulfit-Seq über das ganze Genome, Reduced Representation Bisulfite-Seq (RRBS), Immunpräzipitations-Sequenzierung methylierter DNA (MeDIP-Seq) und methylierungssensitive Restriktionsenzym-Sequenzierung (MRE-Seq) bestimmen die DNA-Methylierung von Genombereichen mit unterschiedlicher Auflösung bis hin zum einzelnen Basenpaar.[20]
3. Chromatin-Zugänglichkeit – Das DNase I hypersensitive sites Sequencing (DNase-Seq) verwendet das DNase-I-Enzym, um offene bzw. zugängliche Bereiche im Genom zu finden.
4. Genexpression – RNA-Seq- und Expressions-Arrays bestimmen die Expressionshöhe von Protein-kodierenden Genen.
5. Small-RNA-Expression – smRNA-Seq identifiziert die Expression von kleiner, nicht-kodierender RNA, in erster Linie von miRNAs.

Referenz-Epigenome für den gesunden Menschen werden das zweite Ziel der Roadmap Epigenomics Projekt ermöglichen, nämlich die epigenomischen Unterschiede zu untersuchen, die bei Krankheitszuständen wie der Alzheimer-Krankheit auftreten.

## Forschungsergebnisse
Im Dickdarm von Mäusen Ballaststoffe verdauende Bakterien beeinflussten das Epigenom: zu Fettsäuren abgebaute Polysaccharide (Mehrfachzucker) beeinflussten die Genaktivität und den Stoffwechsel der Mäuse; durch die gebildeten kurzkettigen Fettsäuren veränderte sich z. B. die Struktur der Histone, Proteine, welche die langen DNA-Fäden in Zellkernen zusammen halten.

## Krebs
Epigenetik ist ein aktuelles Thema in der Krebsforschung. Menschliche Tumoren unterliegen einer umfassenden Störung der DNA-Methylierungs- und der Histon-Modifikationsmuster. Die anomale epigenetische Landschaft der Krebszelle ist von einer globalen genomischen Hypomethylierung, von Hypermethylierung der CpG-Insel-Promotoren von Tumorsuppressorgenen, von einem veränderten Histon-Code für kritische Gene und einem globalen Verlust von monoacetylierten und trimethyliertem Histon H4 gekennzeichnet.

## Warnung
Der chirurgische Onkologe David Gorski und der Genetiker Adam Rutherford warnten vor der Darstellung und der Verbreitung von falschen und pseudowissenschaftlichen Schlussfolgerungen durch New-Age-Autoren wie Deepak Chopra und Bruce Lipton. Solche Schlüsse seien den frühen Stadien der Epigenetik als Wissenschaft und der sie umgebenden Effekthascherei geschuldet.